# Erymanthos (Gemeinde)
Erymanthos (Aussprache [ɛˈrimanθɔs], griechisch Ερύμανθος (m. sg.)) ist eine Gemeinde mit 8211 Einwohnern (2021) im Landesinneren der griechischen Halbinsel Peloponnes. Sie wurde zum 1. Januar 2011 aus den Gemeinden Fares, Kalentzi, Leondio und Tritea neu gebildet und hat ihren Sitz in Chalandritsa, das mit 913 Einwohnern die größte der offiziell 88 Siedlungen der Gemeinde ist. Erymanthos wurde nach dem gleichnamigen Bergmassiv benannt, an dessen Westflanke sich die Gemeinde erstreckt.
Obwohl der Erymanthos mit seinen 2224 Metern Höhe das Landschaftsbild der Gemeinde bestimmt und die von ihm dominierte Bergkette (nördlich des Hauptgipfels Barba, südlich Neropouli und Skiadovouni) die Gemeinde nach Osten begrenzt, ist das Gemeindegebiet doch geografisch klar gegliedert. In Fares durchfließt der Fluss Piros, der am Erymanthos entspringt, landwirtschaftlich nutzbares Schwemmland zwischen 100 und 250 Meter Seehöhe, das zur westachaiischen Ebene hin weiter zum Meer abfällt. Tritea und das von ihm umgebene Gebiet Kalentzis liegen in der Voundouchla-Hochebene, die durch den Kombovouni (760 m) und weiter südlich durch den Rücken des Voundouchla nach Westen abgeschirmt ist. Der sie durchfließende Bach, der ebenfalls Voundouchla heißt, fließt nach Süden dem Pinios zu. Der Südwesten Triteas ist hügelig, aber durch den Felsgrat des Skollis (965 m) nach Westen abgeschirmt. Das Gebiet von Leondi erstreckt sich nördlich des Erymanthos tief ins Bergland hinein und reicht an die Bergmassive des Panachaiko und Klokos heran.
Nachbargemeinden sind (im Norden beginnend, im Uhrzeigersinn) Patras, Egialia, Kalavryta, Archea Olymbia, Ilida und Dytiki Achaia.

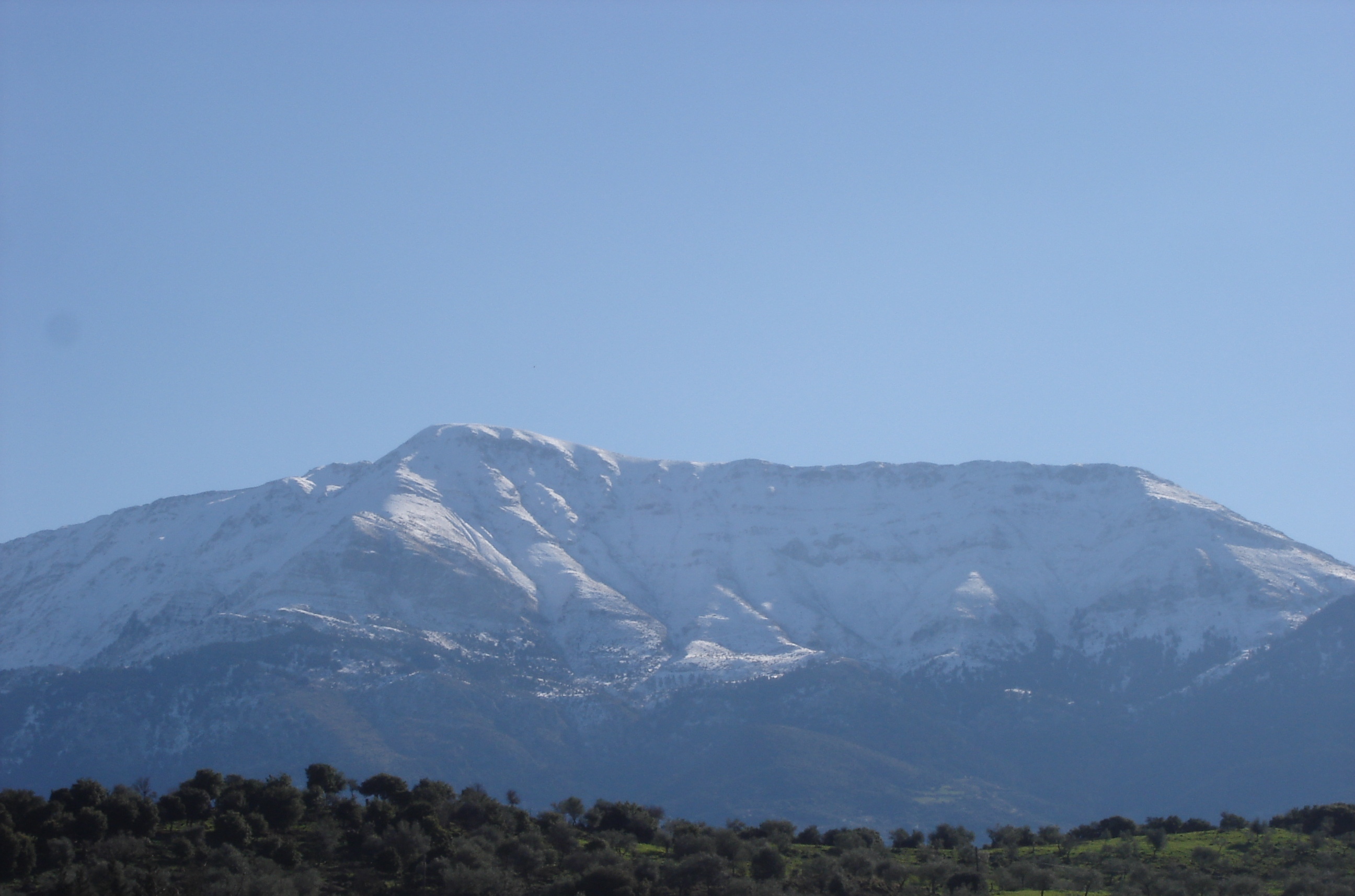
Der Erymanthos
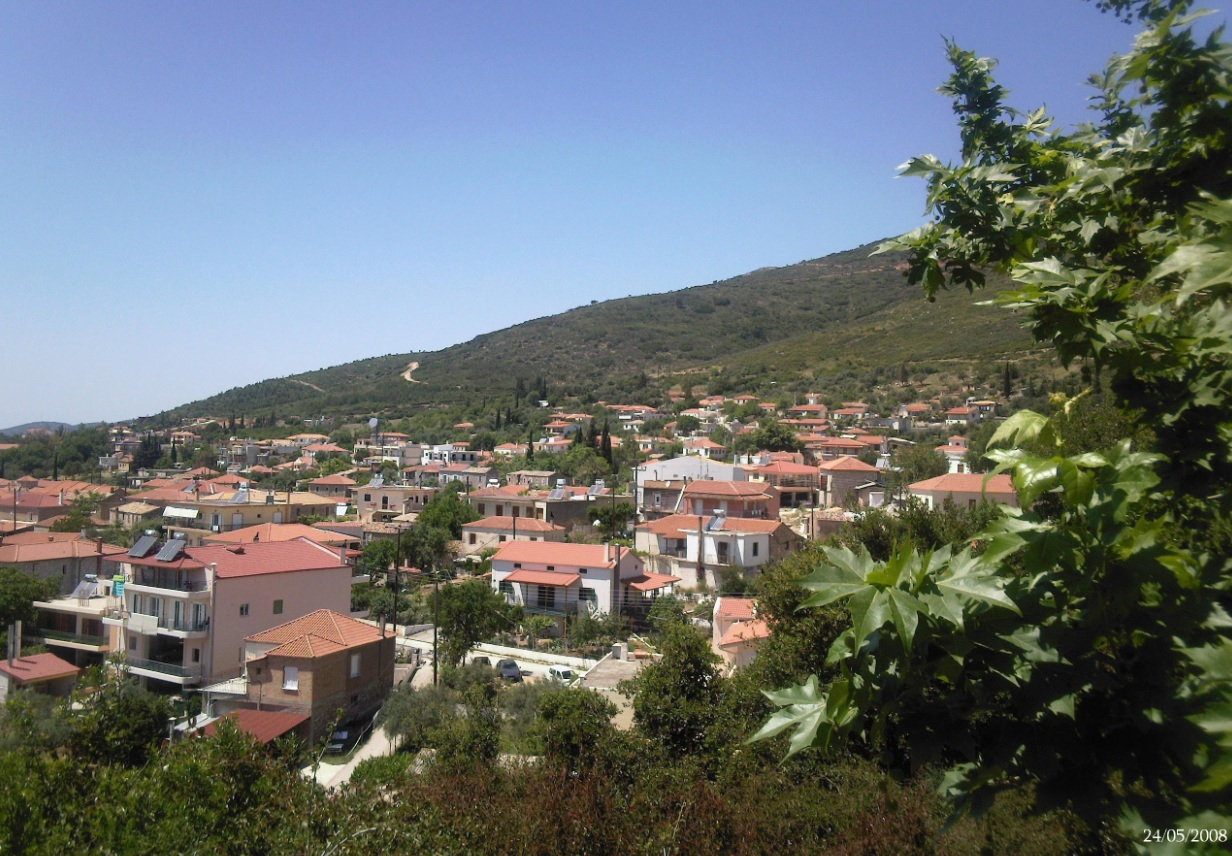
Chalandritsa
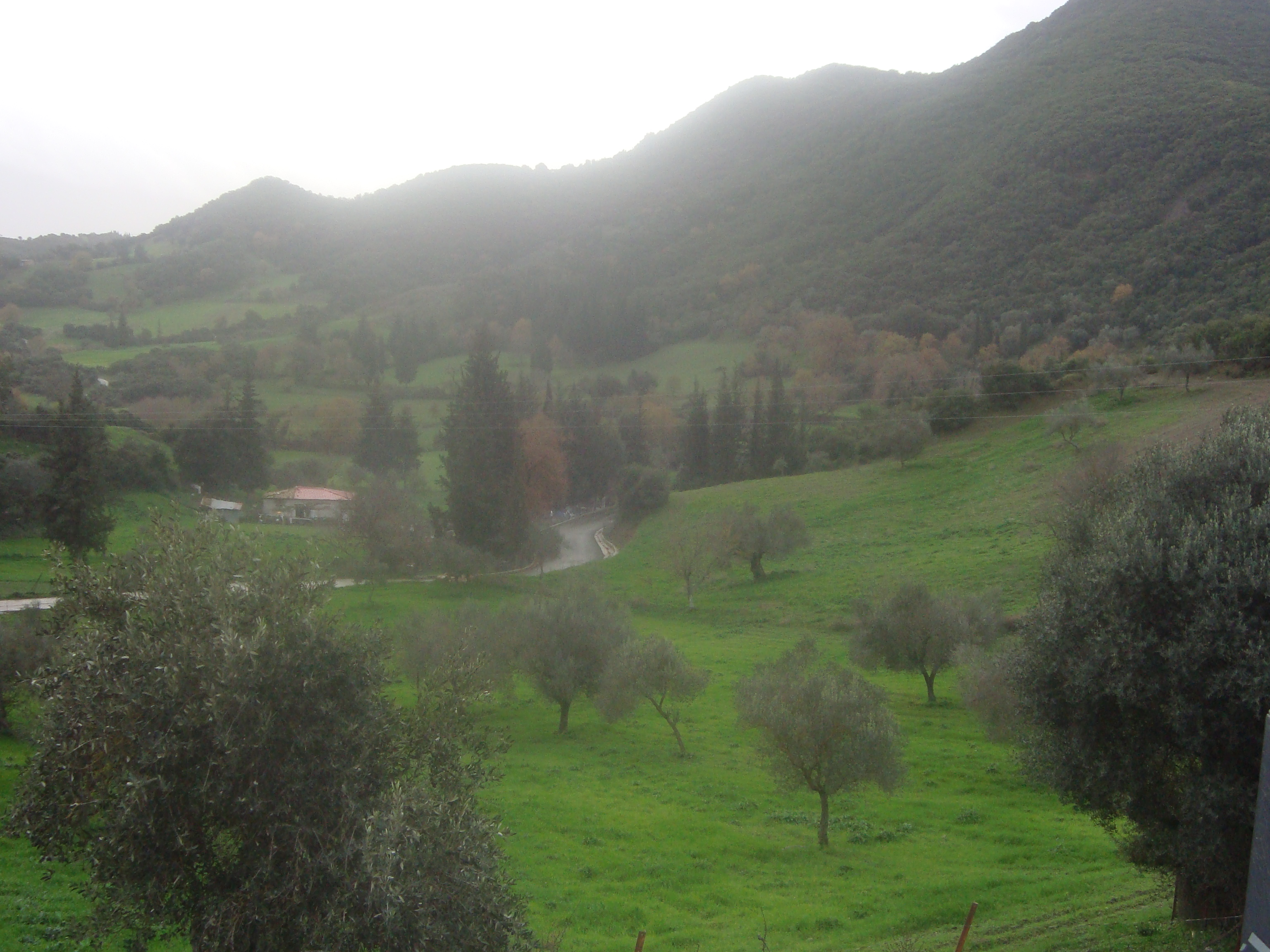
Demesticha im Gemeindebezirk Leondio
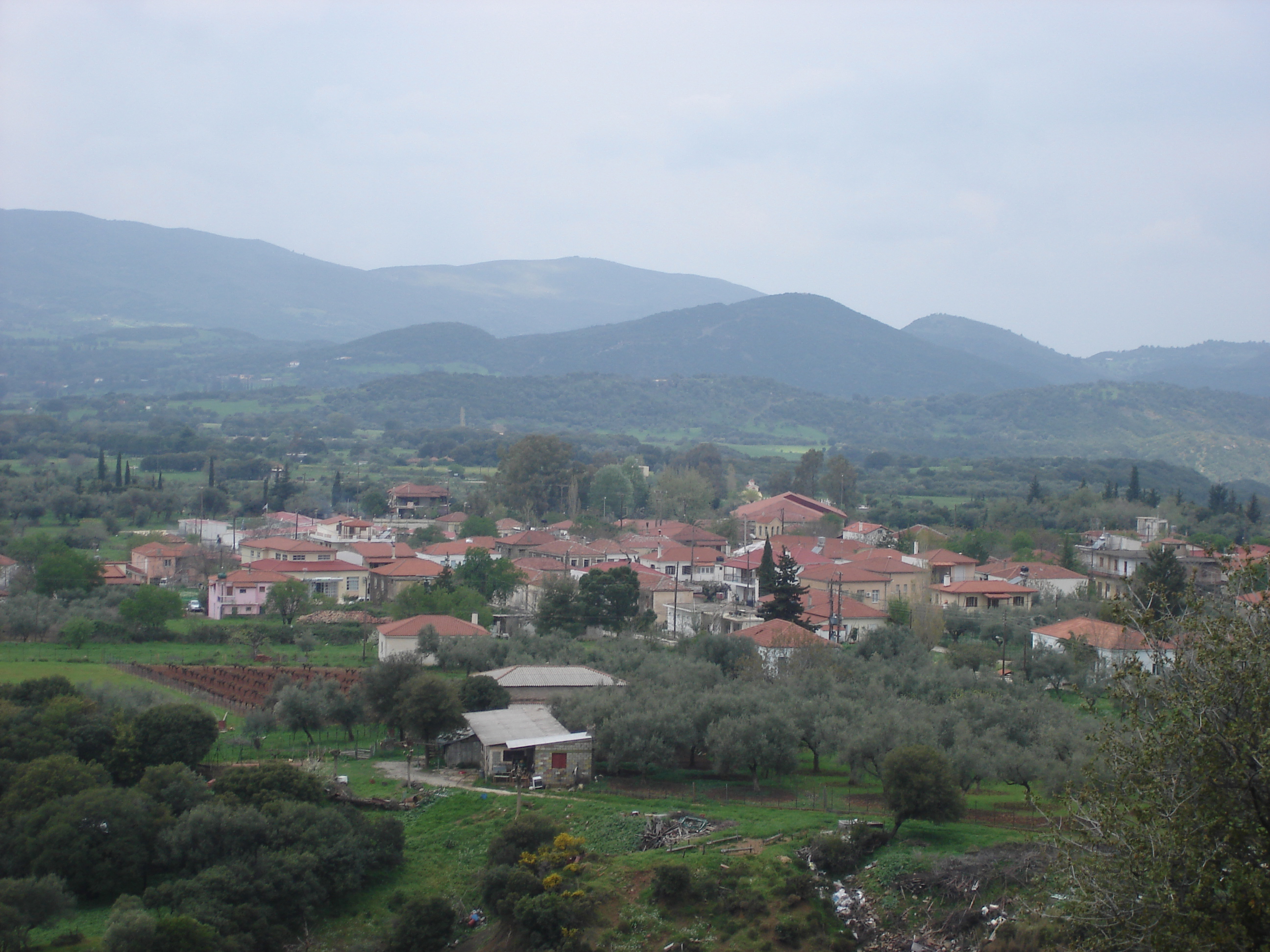
Erymanthia

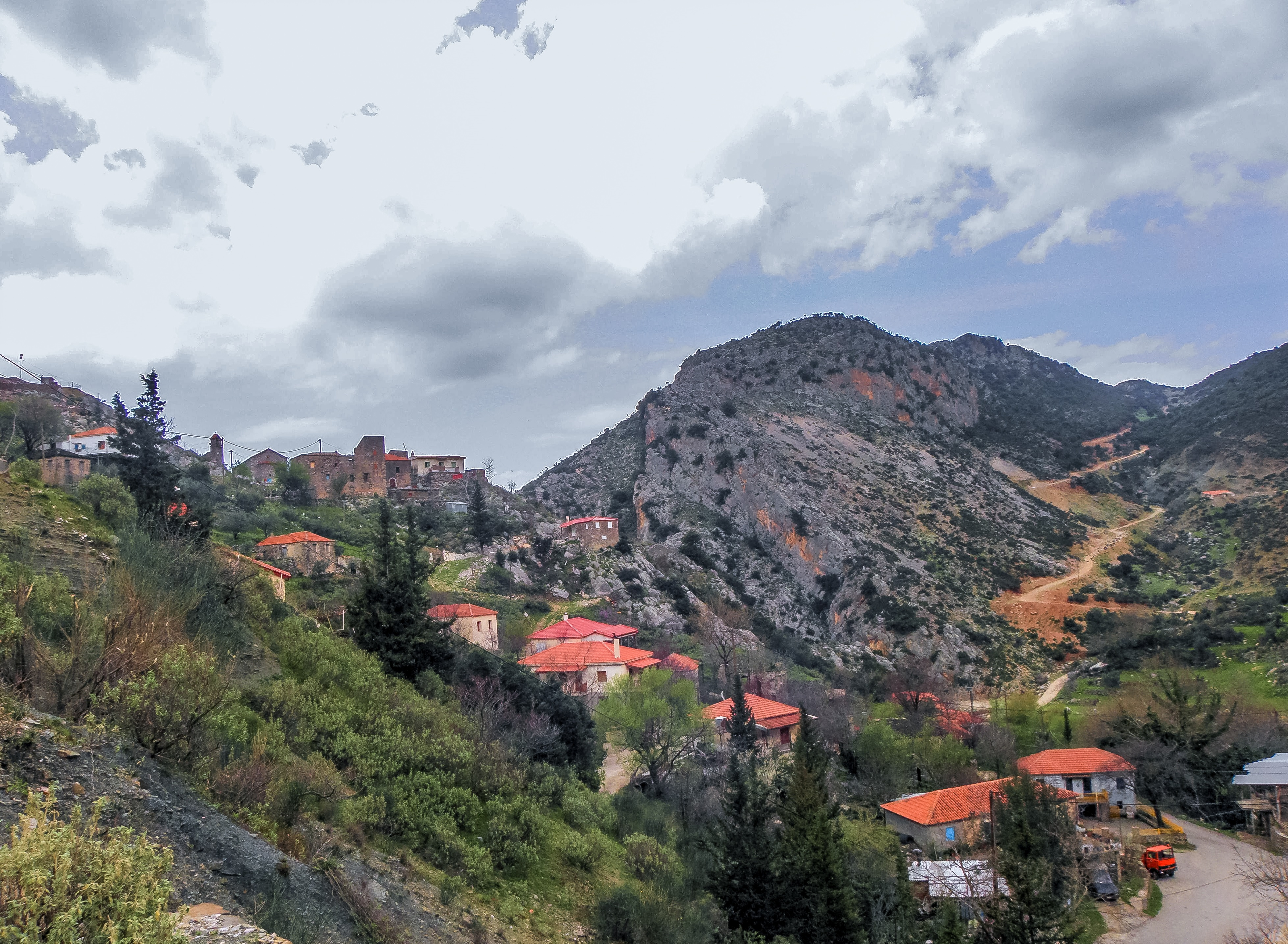
Alepochori, unterhalb des Gipfels des Erymanthos
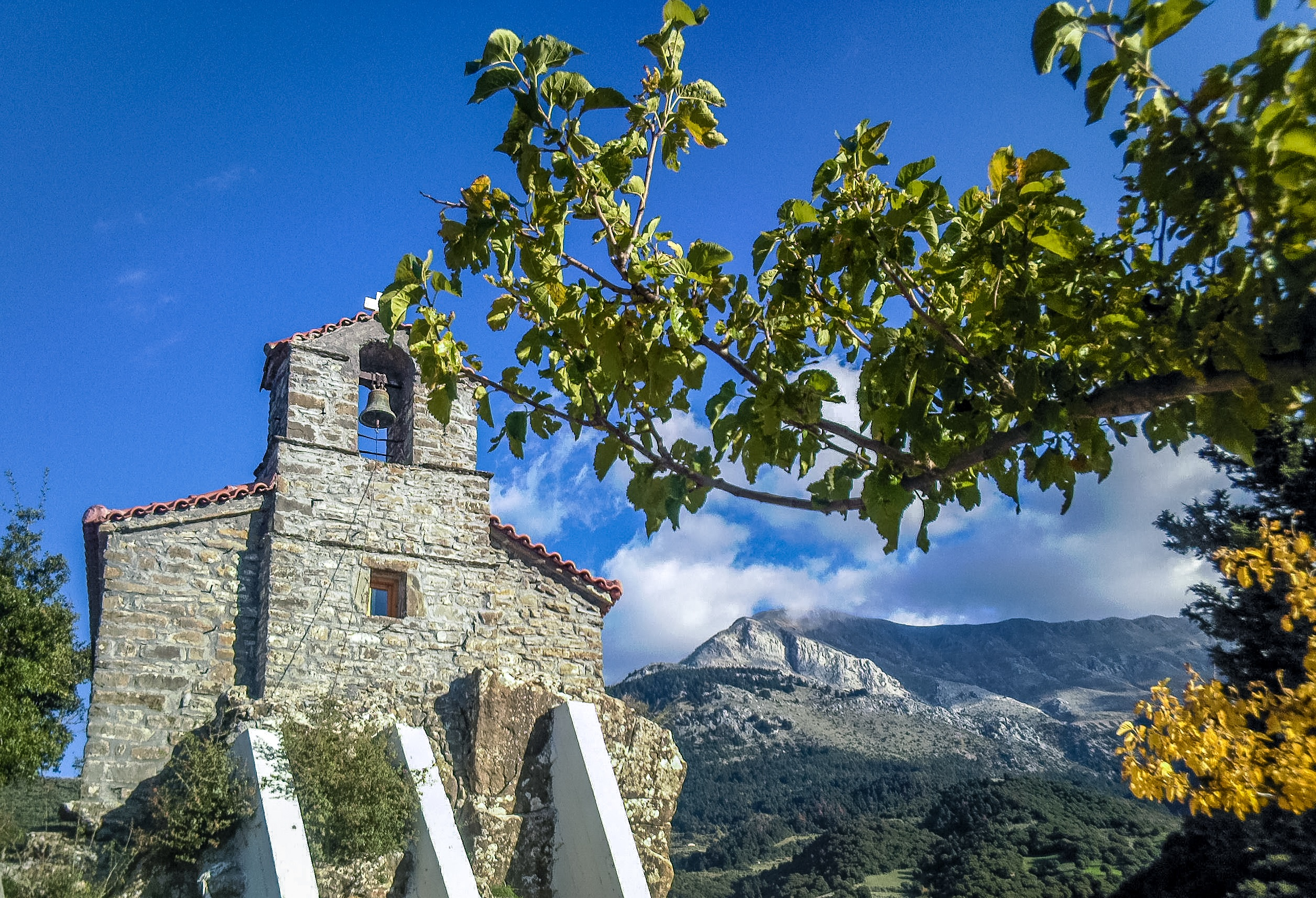
Kirche in Velimachi
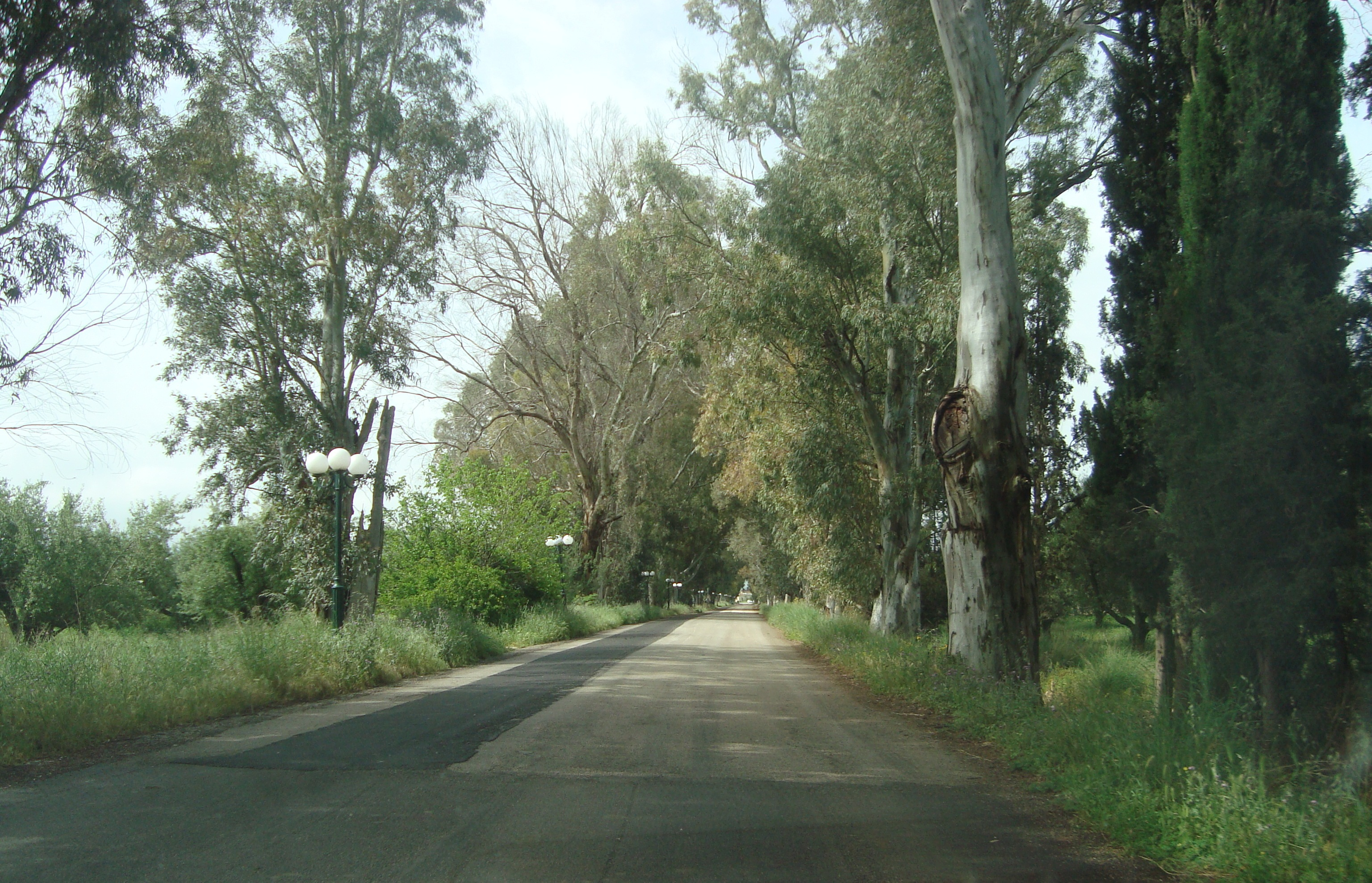
Allee in Isoma
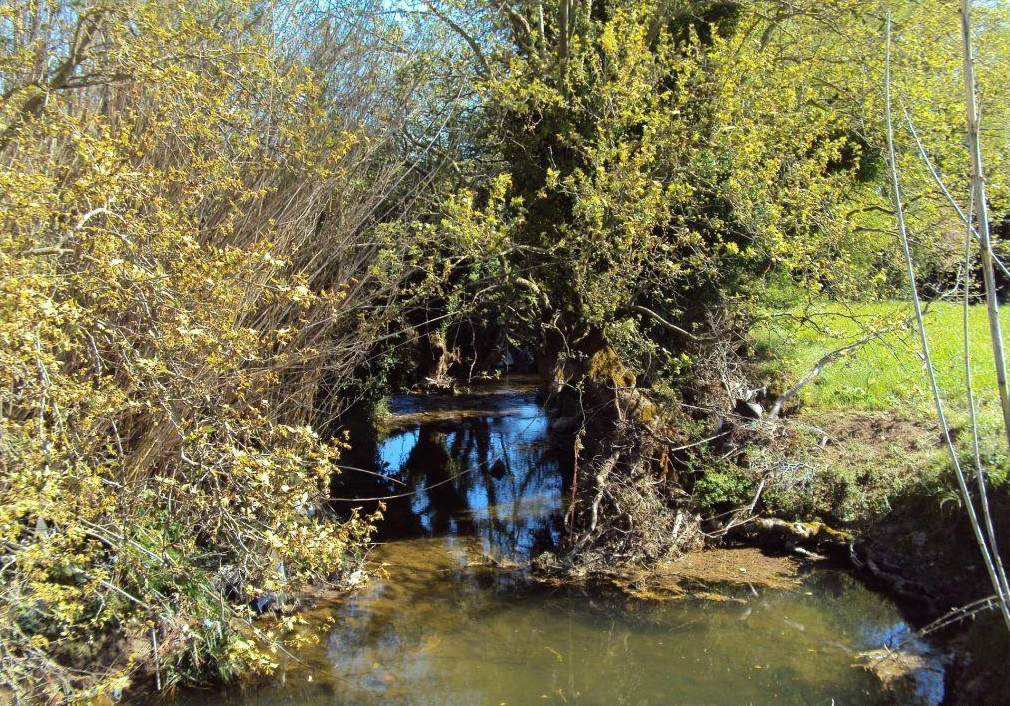
Der Fluss Voudouchla

## Gemeindegliederung
Stadtgemeinden (Ez. gr. dimos) namens Fares und Tritea bestanden zunächst von 1833 bis 1912; die Namen wurden von den antiken achaiischen Städten Tritaia und Pharai entlehnt. Aus der Teilung ersterer entstand unter anderem 1912 die Landgemeinde (kinotita) Kalentzi, von letzterer wurde die Landgemeinde Gourzoumisa (Γουρζούμισα) abgespalten, die 1923 den Namen Leondio erhielt. 1997 entstanden durch Zusammenschluss vieler keiner Gemeinden zwei neue Stadtgemeinden, die wieder die Namen Tritea und Farres erhielten, Kalentzi und Leondio blieben selbständig. Mit der Verwaltungsreform 2010 entstand aus dem Zusammenschluss der nun vier Gemeinden die neue Gemeinde Erymanthos. Die bisherigen Gemeinden haben den Status von Gemeindebezirken.
Die bis 1997 bestehenden 34 Gemeinden hatten 2011 zunächst den Status von Ortsgemeinschaften (Ez. gr. τοπική κοινότητα topikí kinótita). Unabhängig der Einwohnerzahl wurde 2021 für alle lokalen Gebietskörperschaften der Begriff Dimotiki Kinotita eingeführt. Diese wählen je nach Einwohnerzahl einen dreiköpfigen Rat oder einen einzelnen Vertreter als Lokalvertretung. Die Einwohnerzahlen stammen aus dem Ergebnis der Volkszählung 2021.
| Gemeindebezirk      | griechischer Name           | Code   | Fläche (km²) | Einwohner 2011 | Einwohner 2021 | Dimotikes Kinotites (Sg. Δημοτική Κοινότητα) | Lage |
| ------------------- | --------------------------- | ------ | ------------ | -------------- | -------------- | --- | ---- |
| Farres              | Δημοτική Ενότητα Φαρρών     | 370401 | 242,649      | 5076           | 4402           | Chalandritsa, Chrysopigi, Elliniko, Fares, Isoma, Kalanistra, Kalanos, Kalousi, Katarraktis, Kritharakia, Lakkomata, Mirali, Neo Kombigadi, Platanovrysi, Starochori, Vasiliko |      |
| Kalentzi            | Δημοτική Ενότητα Καλεντζίου | 370402 | 023,963      | 0380           | 0276           | Kalentzi |      |
| Leondio             | Δημοτική Ενότητα Λεοντίου   | 370403 | 072,04       | 0335           | 0477           | Leondio, Ano Mazaraki (mit dem Dorf Rakita), Demesticha |      |
| Tritea              | Δημοτική Ενότητα Τριταίας   | 370404 | 246,552      | 3086           | 3056           | Stavrodromi, Agia Varvara, Alepochori, Velimachi, Drosia, Erymanthia, Kalfas, Manesi Patron, Roupakia, Skiadas, Skouras, Spartias, Chiona                                      |      |
| Gemeinde Erymanthos | Gemeinde Erymanthos         | 3704   | 585,204      | 8877           | 8211           | |      |